# Gaesischia belophora
Gaesischia belophora là một loài Hymenoptera trong họ Apidae. Loài này được Moure mô tả khoa học năm 1941.